# Holiš
Holiš (846 m) – niewielki szczyt w „turczańskiej” części Wielkiej Fatry na Słowacji. Znajduje się w zachodnim zakończeniu grzbietu biegnącego od Smrekova (1441 m) przez Veľký Rakytov (1268 m), Maľý Rakytov, szczyt Hlboká (1010 m) i Holiš do Kotliny Turczańskiej. Południowe i zachodnie stoki szczytu Holiš opadają do doliny rzeki Dolinka, północne do dolinki potoku Hrádky.
Holiš zbudowany jest ze skał wapiennych. Jest porośnięta lasem, ale na jego grzbiecie i stokach w 2020 r. są duże wiatrołomy. Znajduje się na obszarze Parku Narodowego Wielka Fatra i nie prowadzi przez niego żaden szlak turystyczny. 